# Saison 1 de Hap and Leonard
Chronologie
Saison 2
Cet article présente la première saison de la série télévisée américaine Hap and Leonard.

## Synopsis de la saison
Trudy, l'ex-femme de Hap, entraîne les deux meilleurs amis dans une chasse au trésor: en 1968, des braqueurs de banque coulent leur voiture dans un lac et avec elle, leur butin... Si Hap et Leonard parviennent à localiser l'argent, Trudy promet de leur laisser un pourcentage du magot.

## Distribution
- James Purefoy (VF : Bruno Choël) : Hap Collins
- Michael K. Williams (VF : Jean-Paul Pitolin) : Leonard Pine[1]
- Jimmi Simpson (VF : Cédric Dumond) : Soldier
- Pollyanna McIntosh (VF : Virginie Ledieu) : Angel
- Neil Sandilands (VF : Marc Saez) : Paco
- Jeff Pope (VF : Jérôme Wiggins) : Chub
- Bill Sage (VF : Guillaume Orsat) : Howard (5 épisodes)
- Christina Hendricks (VF : Christine Bellier) : Trudy Fawst[2] (5 épisodes)

### Acteurs récurrents
- Trace Masters (VF : Lucille Boudonnat) : Little Hap (4 épisodes)
- Ron Roggé (VF : Philippe Vincent) : Bud (4 épisodes)
- Enrique Murciano (VF : Stéphane Ronchewski) : Raoul (2 épisodes)
- Henry G. Sanders (VF : Rody Benghezala) : oncle Chester (2 épisodes)
- Jay Potter : Prescott Jones (2 épisodes)
- Charlie Talbert : officier Simpson (2 épisodes)
- Wes Cannon : Guard (2 épisodes)
- Garrett Kruithof : policier blanc (2 épisodes)
- James W. Evermore : Rough Customer (2 épisodes)
- Jeff Caperton : père de Spencer (en flashback) (2 épisodes)
- Kari Shemwell : Trudy Double (2 épisodes)
- Adam Aalderks : Campaign Guy (1 épisode)
- Robert Walker Branchaud : policier #1 (1 épisode)
- John McConnell : Beau Otis (1 épisode)
- Michael Papajohn : policier #2 (1 épisode)
- Florence Young : Kay (1 épisode)
- Trace Cheramie : Softboy McCall (1 épisode)
- Jason Kirkpatrick : Walking Boss (1 épisode)
- Kaden Washington Lewis : Little Leonard (1 épisode)
- Don Yesso : agent de recrutement (1 épisode)
- Tony Bentley : chef de la police (1 épisode)
- Mike Ortiz : Inmate (1 épisode)
- Kylen Davis : Henry (1 épisode)
- Taylor Roppolo : serveuse (1 épisode)
- Bryant Tardy : Blue (1 épisode)
- Gus Williams : Tank (1 épisode)
- Deborah Alcorn : parent d'élève (1 épisode)
- Dennis Alcorn : parent d'élève (1 épisode)
- Tony Beard : Minstrel Audience Member (1 épisode)
- Artrial Clark : Scumbag Neighbor #1 (1 épisode)
- Matty Ferraro : Roy (1 épisode)
- John Henry : père de Leonard (1 épisode)
- Michael Francis Horn : Lyle Otis (1 épisode)
- Michael Krikorian : Shucker (1 épisode)
- Justin Lebrun : Hap Collins jeune (1 épisode)
- Terence Rosemore : Jack Divit (1 épisode)
- Jonathan Tabler : officier Tom (1 épisode)

- Version française
  - Société de doublage : Chinkel
  - Direction artistique : Virginie Ledieu
  - Adaptation des dialogues : Aline Langel et Guérine Regnaut

Source VF : Doublage Série Database

## Liste des épisodes
1. La saison des sauvages
2. Les fondamentaux
3. En eaux pronfondes
4. Trudy
5. C'est la guerre
6. Les Esquimaux

### Épisode 1:La saison des sauvages
En 1968, à Marvel Creek (Texas), deux hommes fuient la police après avoir braqué une banque. Dans la panique, le conducteur fait plonger la voiture dans un lac. Un des deux hommes parvient à s'extraire du véhicule...
En 1988, Hap et Leonard viennent de perdre leurs emplois. Trudy, l'ex-femme de Hap, lui propose de l'aider à retrouver le butin des deux braqueurs de banque et de lui laisser 200 000 dollar. En effet, Howard, l'ex-mari de Trudy, a rencontré l'un des braqueur en prison: ils avaient comme plan de retrouver et se partager la somme. Avant de mourir en prison, le braqueur donna un indice sur l'emplacement de la voiture: L'Iron Bridge.
Hap et Léonard rencontrent la bande d'Howard, composée de Chub et Paco, des militants pacifistes.

### Épisode 2:Les fondamentaux
Hap, Léonard, Paco et Chub partent en expédition pour localiser le pont, mais un incident écourte les recherches. Trudy rencontre par hasard le couple de meurtriers pendant son service dans un restaurant.
Le lendemain, Hap et Léonard repartent sur les traces du pont, avec succès. Cependant, ils découvrent que le fleuve est asséché.
Chester, l'oncle de Léonard, a une attaque à son domicile, ce qui le pousse à quitter le groupe. Il était, de plus, devenu très pessimiste quant à la réussite du plan. À l’hôpital, il croise le chemin de son ex-compagnon, Raoul.

### Épisode 3:En eaux profondes
Howard explique à Hap pourquoi il veut récupérer l'argent: il souhaite créer une organisation qui pourrait rivaliser avec les grandes compagnies du pays, mais qui diffusera leurs idéaux de paix et d'égalité, à la manière de Greenpeace. 

### Épisode 4:Trudy
Howard décide de dissimuler les billets dans un coffre et de l'enterrer chez Léonard. Chub révèle qu'en réalité, Howard a comme projet d'acheter de la cocaïne en grande quantité et de la revendre afin de faire fructifier l'argent. Léonard fait douter Trudy en lui ouvrant les yeux sur ce qu'ils s'apprêtent à faire: détruire des vies en vendant de la drogue.
Après avoir tenté de s'évader, Howard décide d'emmener Hap et Léonard avec le groupe. Tous prennent la route afin de rencontrer le contact qui va leur fournir la cocaïne. Pendant le trajet, Paco panique car Howard et Trudy n'ont pas pris toute la somme avec eux.
Le contact s'avère être Soldier et Angel, le couple de meurtriers. Alors que les négociations commencent, Chub s'insurge contre les insultes racistes que Soldier a proféré envers Léonard. La tension monte, Paco abat Chub et dévoile qu'il a monté un plan avec Soldier et Angel: les laisser retrouver l'argent et se faire passer pour des dealers afin de récupérer le butin.

### Épisode 5:C'est la guerre
De retour chez Léonard, Soldier fait déterrer la boîte contenant l'argent, mais cette dernière est vide. Trudy avoue qu'elle a déplacé l'argent et qu'elle est la seule à savoir où il se trouve. Soldier lui propose même la somme du "deal" (5000 dollar) afin qu'elle parle mais elle n'accepte pas.
Puisqu'elle refuse toujours de parler, le couple la torture en lui enfonçant un clou dans la main, mais Trudy ne cède pas. Soldier oblige alors Howard a frapper Hap avec un marteau, dans le but de faire réagir Trudy mais Hap est sauvé de peu par Léonard. 
Alors que la situation s'envenime, Hap avoue savoir où son ex-femme a caché le pactole car il a remarqué un indice sous ses bottes. Soldier tue Howard car il n'a plus d'utilité pour eux.
Hap conduit Soldier et Angel au chenil car il leur explique avoir vu que Trudy avait des déjections canines sous ses bottes. Léonard en profite pour libérer un de ses chiens, qui attaque Soldier tandis que Hap assomme Angel à coup de pelle. De son côté, Trudy crève l'œil de Paco avec le clou planté dans sa main.
Hap et Léonard commence à s'enfuir mais entendent les cris de Trudy et retournent l'aider. Hap se sert de l'arbalète de Paco pour blesser Angel, qui attaquait Trudy. Fou de rage, Soldier tire sur la maison, blessant Léonard.

### Épisode 6:Les Esquimaux
Toujours barricadés dans la maison, Hap et Léonard sont attaqués par Angel mais parviennent à la tuer. Les deux amis se retrouvent à la merci de Soldier, qui s'apprête à les abattre, mais Trudy fonce dans la maison avec le van et le neutralise pour de bon.
Léonard se réveille à l’hôpital après avoir passé plusieurs jours dans le coma. Hap lui apprend que Trudy ne s'en est pas sortie. De retour chez Léonard, il fouille et trouve l'argent dans un paquet de croquette pour chien. Il cache une partie de la somme et envoie le reste à un fond de charité pour enfants, de la part de Trudy.